# 정치이론가 목록
다음은 정치이론가 목록이다.

## 아나키즘
- 미하일 바쿠닌
- 머레이 북친
- 노엄 촘스키
- 윌리엄 고드윈
- 엠마 골드만
- 표트르 크로폿킨
- 피에르조제프 프루동
- 제임스 C. 스콧
- 하워드 진

## 고전적 자유주의
- 레몽 아롱
- 프레데리크 바스티아
- 아이제이아 벌린
- 벤저민 프랭클린
- 프랜시스 후쿠야마
- 후고 그로티우스
- 프리드리히 하이에크
- 이마누엘 칸트
- 존 로크
- 제임스 매디슨
- 존 밀턴
- 몽테스키외
- 칼 포퍼
- 사무엘 폰 푸펜도르프
- 조지프 슘페터
- 애덤 스미스
- 알렉시 드 토크빌

## 보수주의
- 에드먼드 버크
- 새뮤얼 테일러 콜리지
- 율리우스 에볼라
- 게오르크 빌헬름 프리드리히 헤겔
- 요한 고트프리트 헤르더
- 러셀 커크
- 귀스타브 르 봉
- 조제프 드 메스트르
- 하비 맨스필드
- 샤를 모라스
- 마이클 오크숏
- 빌헬름 뢰프케
- 카를 슈미트
- 로저 스크러턴
- 오스발트 슈펭글러
- 레오 스트라우스
- 에리히 푀겔린

## 여성주의 정치 이론
- 낸시 프레이저
- 베티 프리던
- 마사 누스바움
- 메리 울스턴크래프트

## 자유지상주의
- 한스헤르만 호페
- 로버트 노직
- 아인 랜드
- 머리 로스바드
- 막스 슈티르너

## 마르크스주의
- 테오도어 아도르노
- 루이 알튀세르
- 프리드리히 엥겔스
- 프란츠 파농
- 안토니오 그람시
- 체 게바라
- 호찌민
- 김일성
- 블라디미르 레닌
- 루카치 죄르지
- 로자 룩셈부르크
- 헤르베르트 마르쿠제
- 카를 마르크스
- 안토니오 네그리
- 레프 트로츠키

## 정치신학
- 무아마르 알 카다피
- 무하마드 이크발
- 앨러스터 매킨타이어
- 비나야크 다모다르 사바르카르
- 찰스 테일러 (철학자)
- 시몬 베유 (철학자)

## 사회자유주의
- 케네스 애로
- 제러미 벤담
- 로버트 앨런 달
- 존 스튜어트 밀
- 존 롤스
- 마이클 왈처

## 기타
- 가브리엘 알몬드
- 한나 아렌트
- 아리스토텔레스
- 차나키야
- 마르쿠스 툴리우스 키케로
- 공자
- 로널드 드워킨
- 데이비드 이스턴
- 에리히 프롬
- 위르겐 하버마스
- 테오도어 헤르츨
- 토머스 홉스
- 니콜로 마키아벨리
- 맹자
- 토머스 모어
- 토머스 페인
- 플라톤
- 로버트 퍼트넘
- 장자크 루소

## 같이 보기
- 정치학
- 정치